# Gleichschaltung
Gleichschaltung, 'ensretning', var den betegnelse der under nationalsocialismen i Tyskland blev brugt om den gradvise etablering af et system med kontrol over samfundets borgere og institutioner.